# Sudeley Castle
Il castello di Sudeley è situato vicino a Winchcombe, Gloucestershire, Inghilterra. Risale al decimo secolo, ma la parte abitata è principalmente elisabettiana. Il castello ha un gran giardino, che è progettato e mantenuto su standard elevati. La cappella, St Mary's Sudeley, è il luogo in cui è stata sepolta la regina Caterina Parr (circa 1512–1548), la sesta moglie di Enrico VIII, e contiene la sua tomba marmorea. Diversamente dal resto delle cappelle dei castelli, St Mary's Sudeley è parte della locale parrocchia della Chiesa anglicana.
Il castello fu principalmente costruito nel 1441 da Ralph Boteler, a cui venne confiscato da Edoardo IV.  Edoardo donò Sudeley Castle a suo fratello, che in seguito divenne re Riccardo III d'Inghilterra, il quale lo diede a suo zio Gaspare Tudor, Duca di Bedford.
Quando Enrico VIII salì al trono, il castello divenne di nuovo proprietà della Corona. Era stato visitato da Enrico nel 1535, con la sua seconda moglie Anna Bolena, ma rimase vuoto e in disuso per qualche tempo. Quando Enrico morì il castello divenne proprietà di suo figlio, Edoardo VI, che lo diede a suo zio Thomas Seymour. Thomas venne fatto Lord di Sudeley e sposò Caterina Parr, vedova di Enrico VIII e matrigna di Edoardo VI. In questo periodo Thomas cominciò a sistemare il castello per gli usi di Caterina, ma solo una delle stanze che costruì esiste tuttora.
Seymour e Caterina traslocarono nel castello e portarono con loro dame di compagnia per la regina vedova, ed altri gentiluomini. Allora il castello ospitava più di cento persone. Un'altra famosa figura che venne ad abitare al castello fu Lady Jane Grey, che era una protetta di Seymour, come anche la giovane Elisabetta I d'Inghilterra.